# Nate McMillan
Nathaniel "Nate" McMillan, född 3 augusti 1964 i Raleigh i North Carolina, är en amerikansk baskettränare och före detta basketspelare (point guard).
Under hela den 12 säsonger långa spelarkarriären, 1986 till 1998, spelade Nate McMillan för Seattle SuperSonics. Han utmärkte sig som en ovanligt storväxt (1,96 meter lång) point guard (även några säsonger som shooting guard). Efter karriären ärades han av SuperSonics genom att hans nummer 10 pensionerades. Direkt efter spelarkarriären blev han assisterande tränare i laget och två år senare SuperSonics huvudtränare i fem säsonger. Totalt tillbringade han 19 år med Seattle SuperSonics och kallades därför ofta "Mr. Sonic".
McMillan lämnade slutligen Seattle SuperSonics som huvudtränare 2005. Han har efter det bland annat varit huvudtränare för Portland Trail Blazers (2005–2012), Indiana Pacers (2016–2020) och Atlanta Hawks (2021–2023).

## Lag

### Som spelare
- Seattle SuperSonics (1986–1998)

### Som tränare
- Seattle SuperSonics (assisterande, 1998–2000)
- Seattle SuperSonics (2000–2005)
- Portland Trail Blazers (2005–2012)
- Indiana Pacers (assisterande, 2013–2016)
- Indiana Pacers (2016–2020)
- Atlanta Hawks (assisterande, 2020–2021)
- Atlanta Hawks (2021–2023)